# Przemieszczenie (wojsko)
Przemieszczenie – rodzaj działalności sił zbrojnych realizowany w ramach działań przygotowawczych. To wszelkie ruchy wojsk wykonywane w celu utworzenia w innym rejonie zamierzonego ugrupowania bojowego lub koncentracji sił i środków. Obejmuje marsze wojsk oraz ich przewozy transportem kolejowym, powietrznym i wodnym. Przemieszczenie niekiedy traktowane jest jako termin uzupełniający do przegrupowania oraz ruchu wojsk.

 Wyróżnia się przemieszczenie efektywne czyli przerzut, w czasie którego wojska są tak ugrupowane, aby przyśpieszyć ich ruch, zaoszczędzić czas i energię. Planując  tego typu przemieszczenie dowództwa i sztaby nie przewidują się przeciwdziałań przeciwnika naziemnego. Zakłada się ewentualne oddziaływanie nieprzyjacielskiego lotnictwa.

## Charakterystyka przemieszczenia wojsk
Przemieszczenie jest rodzajem działań wojsk, którego celem jest zmiana lokalizacji całych jednostek wojskowych, grup lub pojedynczych żołnierzy, w tym także uzbrojenia, sprzętu wojskowego i zapasów. Nabiera ono coraz istotniejszego znaczenia. W czasie II wojny światowej oddziały piechoty zużywały 40% czasu na manewr, 30-35% na walkę i ok. 25-30% na odpoczynek, uzupełnienia czy przeszkolenie. Jeszcze do niedawna był on w zasadzie tylko formą dotarcia na pole bitwy i następnie składnikiem uderzenia. Ocenia się, że przy stosowaniu koncepcji działań manewrowych, znaczenie przemieszczeń wzrośnie. Ruch we współczesnym polu walki pozwala też uchylać się przed rozpoznaniem i rażeniem. Jednocześnie konieczne jest znaczne ześrodkowanie sił w celu tworzenia przewagi sił i środków na określonym obszarze. W czasie przemieszczenia realizowany jest jeden z czynników walki zbrojnej − ruch. W tym znaczeniu ma ono niebagatelny wpływ na przebieg i wynik działań taktycznych. Ma ono zasadnicze znaczenie dla przyjęcia odpowiedniego ugrupowania bojowego w odpowiednim miejscu i czasie w kontekście przewidywanego działania przeciwnika i planowego działania wojsk własnych.
Celem przemieszczenia jest zajęcie innego obszaru  lub przyjęcie innego niż dotychczasowe ugrupowania w rejonie już zajmowanym. Przechodzenie wojsk do nowego obszaru może być procesem ciągłym albo odbywać się etapami. Ten drugi wariant ma miejsce zazwyczaj w ramach rozwijania operacyjnego, kiedy to wojska są najpierw przemieszczane do rejonu poprawy położenia, najczęściej pod pozorem ćwiczeń. Jeśli przemieszczanie odbywa się w toku działań wojennych i nie planuje się bezpośredniego wejścia do walki z marszu, wówczas wojska mogą przed zajęciem rejonu wyjściowego rozmieścić się w rejonie pośrednim.
Rozmach przemieszczenia wojsk charakteryzują następujące wskaźniki: wielkość przemieszczanych sił, odległość, szerokość pasa przegrupowania, liczba dróg marszu, tempo i czas przegrupowania. Wielkość sil i odległość przemieszczenia świadczą o jego skali,  pasy przegrupowania (marszu) wyznacza się z reguły jedynie w razie równoległego przemieszczania obok siebie kilku związków  taktycznych lub oddziałów. Można zakładać, że częstsze będzie wyznaczanie wojskom jedynie kierunku lub dróg przegrupowania.
Dobowy wysiłek przegrupowania to odległość, jaką w ciągu doby mają pokonać wojska. W czasie przegrupowania przy użyciu własnych środków transportowych ich dobowy wysiłek może wynosić do 200-400 km. Uzależniony będzie przede wszystkim od warunków terenowych, pory roku, pogody, a także od rodzaju kolumn marszowych na poszczególnych drogach marszu. Wyznacznikiem tempa przemieszczania wojsk jest ich średnia prędkość. Bez uwzględniania czasu na odpoczynek i postoje może wynosić dla kolumn mieszanych i gąsienicowych 25-30 km/h, dla samochodowych 30-40 km/h i więcej. W górach, w terenie lesisto-bagnistym, w zimie oraz w innych niekorzystnych warunkach utrudniających marsz średnia prędkość może zmniejszyć się do 20 km/h. W ramach przemieszczania się wojska mogą maszerować lub być przewożone na różnych środkach transportowych. Na duże odległości opłacalny jest przewóz wojsk transportem kolejowym, wodnym, powietrznym oraz sposobem kombinowanym. Przewozy tego typu stosuje się zazwyczaj w ramach przegrupowania strategicznego. Podstawowym sposobem przemieszczania wojsk pozostaje marsz.

## Sposoby przemieszczenia

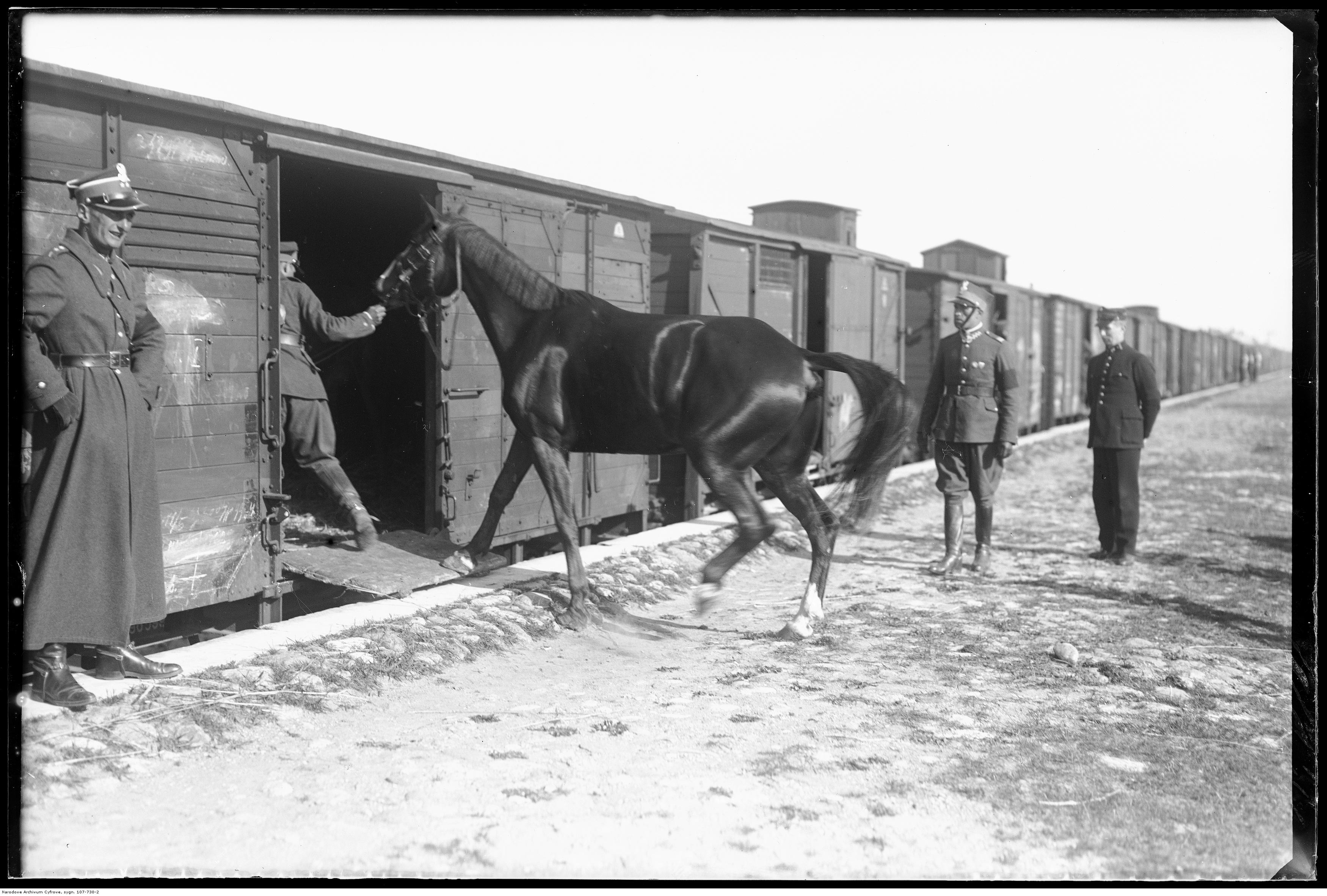
Przewozy kolejowe w Wojsku Polskim II RP

Przemieszczenia to wszelkie zmiany położenia wojsk w czynione w formie marszu, przewozów lub przerzutów. Zmiany dokonuje się z jednego rejonu do drugiego w celu utworzenia zamierzonego ugrupowania bojowego lub dokonania koncentracji sił i środków.
- marsze
- przewozy (przemieszczanie sił i środków z wykorzystaniem środków innych niż własne)

Przewozy realizowane są transportem kolejowym, powietrznym i morskim. Należy dążyć do zachowania całości organizacyjnej przewożonych oddziałów i pododdziałów, z zachowaniem ich gotowości do prowadzenia walki po wyładowaniu.